# Минеральные удобрения

Производство минеральных удобрений в России в 1992—2008 годах, в млн тонн

Минера́льные удобре́ния — неорганические соединения, содержащие необходимые для растений элементы питания в виде различных минеральных солей. Применение минеральных удобрений — один из основных приемов интенсивного земледелия. С помощью удобрений можно повысить урожаи. В зависимости от того, какие питательные элементы содержатся в них, удобрения подразделяют на простые и комплексные (сложные). Простые (односторонние) удобрения содержат один какой-либо элемент питания. К ним относятся фосфорные, азотные, калийные и микроудобрения. Комплексные (сложные), или многосторонние, удобрения содержат одновременно два или более основных питательных элементов. Для внесения минеральных удобрений используются туковые сеялки. Для хранения жидких минеральных удобрений используются агротанки.

## Азотные удобрения
- Аммиачная селитра
- Карбамид (мочевина)

## Фосфорные удобрения

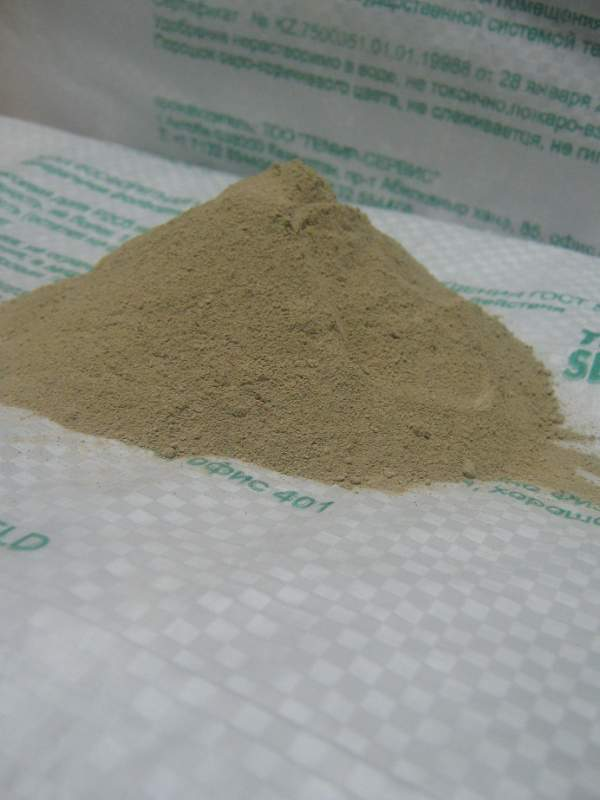
Фосфоритная мука

Фосфор, также как и азот, является важным элементом для обеспечения роста и жизнедеятельности растений, как и всех прочих живых организмов. Растения постепенно извлекают фосфор из почвы, поэтому его запасы необходимо своевременно восполнять, периодически добавляя фосфорные удобрения. Фосфорные удобрения производят, в основном, из фосфата кальция, который входит в состав природных апатитов и фосфоритов.

### Фосфоритная мука
Фосфоритная мука представляет собой тонкодисперсный порошок серого или бурого цвета, не растворимый в воде, плохо растворимый в слабых кислотах и получаемый путём тонкого помола фосфоритов. Содержит 19—30 % P2O5 в виде малодоступного для растений ортофосфата кальция Са3(РО4)2 и Са3(РО4)2·CaCO3. Это удобрение относится к труднорастворимым, оно может полноценно усваиваться растениями только на кислых почвах — подзолистых и торфяных, — в которых фосфат кальция под действием кислот постепенно переходит в доступный растениям дигидрофосфат кальция Ca(H2PO4)2·H2O. Усвоению фосфоритной муки благоприятствует тонкость помола, а также внесение её в почву совместно с кислыми удобрениями, например с карбамидом, навозом и др.
Поскольку даже на кислых почвах действие фосфоритной муки наступает через значительный промежуток времени после внесения, её вносят до высадки культур: под перекопку, вспашку и другие операции с почвой или под пар.
Фосфоритная мука применяется также для приготовления компостов кислого состава.
Основным преимуществом фосфоритной муки как удобрения является её низкая стоимость; можно отметить также экологическую безвредность и мягкое длительное действие. При её применении снижается кислотность почвы.
Главным недостатком удобрения является медленное действие и оттянутое его наступление, а также незначительная концентрация действующего вещества, что увеличивает затраты на транспортировку.

### Суперфосфат
Простой суперфосфат. Его получают действием серной кислоты на фосфат кальция (фосфориты, фосфоритную муку), в результате чего образуется дигидрофосфат кальция Са(Н2РО4)2 — действующий компонент. Кроме этого основного компонента в суперфосфате содержится до 50 % сульфата кальция (гипса), который является балластным веществом и побочным продуктом реакции гидратации фосфата кальция. Суперфосфат растворяется достаточно медленно, но все же значительно быстрее, чем фосфоритная мука. Хорошо усваивается растениями.
Двойной суперфосфат. Обрабатывая фосфориты ортофосфорной кислотой получают удобрение, схожее по составу с простым суперфосфатом, но содержащее большее в процентном отношении количество действующего вещества. Получаемое удобрение называется двойным суперфосфатом.

### Прочие фосфорные удобрения
Ещё одно фосфорное удобрение с высоким содержанием фосфора — преципитат СаНРО4·2Н2О (моногидрофосфат кальция).
Высококонцентрированные фосфорные удобрения приготавливают на основе полифосфорных кислот.
При взаимодействии полифосфорных кислот с аммиаком образуются полифосфаты аммония, которые используются как комплексные азотно-фосфорные удобрения.

## Калийные удобрения

### Хлорид калия(КCl)
Концентрированное калийное удобрение. Представляет собой белое кристаллическое вещество, хорошо растворяется в воде. Содержание питательного вещества в пересчёте на K2O находится в пределах 52—62 %. Недостаток удобрения состоит в том, что оно содержит хлор, вредный для многих растений.

### Сульфат калия(K2SO4)
Концентрированное калийное удобрение. Содержит 52 % K2O. Предпочтительнее хлорида калия, так как не содержит хлора, зато содержит серу (один из важнейших биогенных элементов) в легко усвояемой форме сульфат-иона.

### Калимагнезия(K2SO4·MgSO4)
Комплексное калийно-магниевое удобрение, без содержания хлора. Применяется под хлорофобные культуры, положительно отзывающиеся на магний. Содержание калия 26—32 %, магния 11—18 %. Не гигроскопична, не слеживается, рассеиваемость хорошая. Применяют в виде подкормки (10 г/м2) при низком содержании в почве подвижного магния. При основном внесении норма составляет 40 г/м2.

## Комплексные удобрения
Комплексные удобрения содержат несколько элементов в составе одного соединения или в виде механической смеси специально подобранных веществ либо отдельных одноэлементных удобрений.
Их подразделяют по составу на двойные (например, азотно-фосфорные, азотно-калийные или фосфорно-калийные) и тройные (азотно-фосфорно-калийные).
По способу производства их делят на сложные, сложносмешанные (или комбинированные) и смешанные удобрения.
Сложные удобрения содержат два или три питательных элемента в составе одного химического соединения. Например, аммофос — дигидроортофосфат аммония (NH4H2PO4) — азотно-фосфорное удобрение (с азотом в аммонийной форме); калийная селитра (KNO3) — азотно-калийное удобрение (с азотом в нитратной форме). Соотношение между питательными элементами в этих удобрениях определяется соотношением элементов в молекуле основного вещества.
К сложносмешанным, или комбинированным удобрениям относятся комплексные удобрения, получаемые в едином технологическом процессе и содержащие в одной грануле несколько элементов питания растений, хотя и в виде различных химических соединений. Они производятся путём специальной как химической, так и физической обработки первичного сырья или различных одно- и двухкомпонентных удобрений. К этому классу относятся: нитрофос и нитрофоска, нитроаммофос и нитроаммофоска, полифосфаты аммония и калия, карбоаммофосы и другие многочисленные удобрения. Соотношение между элементами питания в этих удобрениях определяется количеством исходных материалов при их получении, таким образом оно может произвольно варьировать. Для сложных и комбинированных удобрений характерна высокая концентрация основных питательных элементов и отсутствие либо малое количество балластных веществ, что обеспечивает значительную экономию труда и средств на их транспортировку, хранение и применение.
Ассортимент комплексных удобрений представлен в основном следующими формами: двойные азотно-фосфорные удобрения — аммофос, нитроаммофосы и нитрофосы и двойные фосфорно-калийные удобрения — фосфаты калия, тройные сложные удобрения — аммофоски, нитроаммофоски и нитрофоски, магний-аммонийфосфат.
Смешанные удобрения — это смеси простых удобрений, получаемые в заводских условиях либо на тукосмесительных установках на местах использования удобрений путём сухого смешивания.

### Аммофос
Аммофос — концентрированное азотно-фосфорное комплексное водорастворимое удобрение, получаемое нейтрализацией ортофосфорной кислоты аммиаком. Основу аммофоса составляют дигидроортофосфат аммония NH4H2PO4 и частично гидрофосфат аммония (NH4)2HPО4. Удобрение малогигроскопично, хорошо растворимо в воде.
В аммофосе содержится 10—12 % N и 42—52 % P2O5, таким образом азота в нём содержится в 4 раза меньше, чем фосфора. Это высококонцентрированное удобрение, содержащее азот и фосфор в хорошо усвояемой растениями форме. 1 ед. аммофоса заменяет не менее 2,5 ед. простого суперфосфата и 0,35 ед. аммиачной селитры.
Недостаток этого удобрения в том, что азота в нём содержится значительно меньше, чем фосфора, тогда как на практике в основном требуется внесение в одинаковых дозах.

### Нитрофос
.

### Нитрофоска
В нитрофосках азот и калий находятся в форме легкорастворимых соединений (NH4NO3, NH4Cl, KNO3, KCl), а фосфор — частично в виде дикальцийфосфата, нерастворимого в воде, но доступного для растений, и частично в форме водорастворимого фосфата аммония и монокальцийфосфата. В зависимости от технологической схемы процесса содержание в нитрофосках водорастворимого и цитратно-растворимого фосфора может изменяться. В карбонатной нитрофоске водорастворимого фосфора не содержится, поэтому она применяется только как основное удобрение на кислых почвах.
Нитрофоску вносят в качестве основного удобрения до посева, а также в рядки или лунки при посеве и в подкормку. Эффективность её практически такая же, как и эквивалентных количеств смеси простых удобрений. Нитрофоска имеет определённое соотношение азота, фосфора и калия, а так как разные почвы различаются по содержанию отдельных питательных веществ и потребность в них растений также неодинакова, то при внесении нитрофоски (как и других сложных и комбинированных удобрений) часто возникает необходимость в некоторой корректировке, то есть дополнительном внесении того или иного недостающего элемента в виде простых удобрений.

### Азофоска
Комплексное азотно-фосфорно-калийное удобрение, содержащее 16—17 % азота, 0,1—24 % доступного фосфора и 16—28 % калия.

## Влияние на почвы и биологическое сообщество
Комплексные удобрения.
В связи с непрерывным увеличением производства и применения минеральных удобрений повышение концентрации питательных веществ в них имеет огромное народнохозяйственное значение, так как позволяет уменьшить общую физическую массу минеральных удобрений и объём их перевозок, а следовательно, значительно снизить расходы на их транспортировку, хранение и внесение в почву.

## Потребность в удобрениях АПК России
Научно обоснованная потребность внесения минеральных удобрений составляет порядка 80 кг на гектар посевной площади в среднем по стране. Минсельхоз рассчитывает достигнуть целевого показателя к 2024-2025 году. 
Год от года увеличивается уровень внесения минеральных удобрений. В 2018 году было 39 кг на гектар. 
В 2023 году  уровень внесения удобрений (в действующем веществе) достигнет 65 кг на гектар (в 2022 году – 60,4 кг на 1 га). Для обеспечения внутреннего рынка минеральными удобрениями действуют экспортные квоты на отдельные виды продукции, а также фиксация цен. 
Минсельхоз оценивает потребность АПК России в минеральных удобрениях на 2022 год в 5 млн тонн (в пересчете на 100% питательных веществ - д. в.).